# Sykoraks (księżyc)
Sykoraks (Uran XVII) – największy nieregularny, zewnętrzny księżyc Urana. Został odkryty 6 września 1997 roku przez Bretta Gladmana, Philipa D. Nicholsona, Josepha A. Burnsa i Johna J. Kavelaarsa przy pomocy 200-calowego teleskopu Hale’a. W tym samym czasie został też odkryty mniejszy księżyc Kaliban. Nazwa Sykoraks pochodzi od imienia matki Kalibana ze sztuki Burza Williama Szekspira.

## Charakterystyka

Schemat orbit zewnętrznych, nieregularnych księżyców Urana

Promień orbity Sykoraks wynosi w przybliżeniu 12,2 miliona km, a księżyc ma średnicę ok. 150 km, co czyni go największym księżycem nieregularnym Urana. Oszacowania rozmiarów są oparte na widocznej jasności księżyca i na założeniu, że jego albedo wynosi około 0,04. Sykoraks jest zbudowana najprawdopodobniej z mieszanki skał i lodu, a jej niezwykły czerwony kolor sugeruje, że jest to przechwycony obiekt Pasa Kuipera.
Księżyc porusza się ruchem wstecznym, a jego orbita jest mocno nachylona względem ekliptyki. Podobieństwo składników orbity sugeruje, że Sykoraks wraz z mniejszymi księżycami Setebosem i Prosperem tworzy grupę o przypuszczalnie wspólnym pochodzeniu. Jednak przeczy temu fakt, że księżyce te są szare, w odróżnieniu od czerwonej Sykoraks.